# 미쓰 와이프
"미쓰 와이프"는 2015년에 개봉한 대한민국의 영화이다.

## 줄거리
잘나가는 싱글변호사 이연우는 뉴욕 본사발령을 앞두고 교통사고를 당했고 깨어났을땐 병원이 아닌 죽은 자들이 모여든다는 사후세계에 와 있었다. 당황하는 그녀의 눈앞에 나타난 사람은 죽은 영혼들을 관리하는 이소장. 그는 딱 1개월 동안만 다른사람의 인생을 대신 살아주면 원래의 일상을 되돌려주겠다고 약속했고 하루빨리 일상을 되찾고 싶었던 연우는 묻지도 따지지도 않고 동의한다. 그리고 곧 다른 사람의 몸에 빙의된 채로 깨어나게 된다. 그런데 문제가 생겼다. 바뀐 인생은 원래 살았던 일상과는 너무도 달랐던 것이다. 
연기학원 보내달라며 밥투정하는 여고생 딸 하늘, 밥먹여주랴 유치원 보내랴 온갖 치다꺼리를 다해줘야 하는 꼬꼬마 아들 하루, 지나치게 자상한데다 잘생기기까지 한 남편 성환. 일찍부터 독신주의선언을 하며 연애와 가정하고는 담을 쌓아온 연우에겐 한달이 아니라 하루도 적응못할 생활이었다. 그래서 하루가 멀다하고 황당한 사건사고들을 몰고왔고 가족들은 하루아침에 딴판으로 변해버린 아내와 엄마를 이상하게 여겼다. 연우 또한 금방이라도 원래세계로 돌아가고픈 생각이 간절했지만 이소장과의 약속때문에 간신히 눌러참고 있었다. 
그러던 어느날, 딸 하늘이 또래 남학생들에 의해 강간미수가 벌어졌다. 아들 하루는 눈을 다쳐 병원에 실려왔다. 그간 그들을 가족이 아닌 남이라고 여겼던 연우는 가해 남학생의 적반하장을 보면서 눈에 붕대를 감고 누워있는 아들을 보게되면서 서서히 눈이 뒤집어지기 시작했다.

## 캐스팅
- 엄정화 : 이연우 역
- 송승헌 : 김성환 역
- 김상호 : 이 소장 역
- 라미란 : 미선 역
- 서신애 : 김하늘 역
- 정지훈 : 김하루 역
- 이승호 : 최경훈 역
- 이준혁 : 최 과장 역
- 김병철 : 진만 역
- 고수희 : 부녀회장 역
- 김재만 : 박 과장 역
- 조덕제 : 두만 역
- 황금별 : 조선배 역
- 윤부진 : 현서 엄마 역
- 이미윤 : 성우 엄마 역
- 박유밀 : 민아 엄마 역
- 이용녀 : 경래 역
- 이우주 : 현서 역
- 윤주 : 지민 역
- 설지윤 : 지민 모 역
- 곽지유 : 간호사 역
- 강은아 : 소라 역
- 배민정 : 정장녀 역
- 김영무 : 경훈 변호사 역
- 이종구 : 경비원 김씨 역
- 박상혁 : 연우비서 역
- 백철민 : 박찬진 역
- 양도연 : 박 변호사 역
- 황석하 : 김 팀장 역
- 한국진 : 형사 1 역
- 손광업 : 형사 2 역
- 한여울 : 하루병원 간호사 역
- 최종률 : 연우병원 의사 역
- 조경현 : 세입자 역
- 강현구 : 납골당 아이 1 역
- 김병춘 : 교장 역
- 염동헌 : 구청장 역
- 김혜나 : 연우 모 역
- 정지안 : 최 과장 부인 역
- 정찬우 : 회경그룹 관계자 1 역
- 최일화 : 박 회장 역 (특별출연)
- 정지윤 : 약사 역 (특별출연)
- 정유석 : 최 검사 역 (특별출연)